# (12009) 1996 UE
(12009) 1996 UE est un astéroïde aréocroiseur découvert en 1996.

## Description
(12009) 1996 UE a été découvert le 16 octobre 1996 à l'observatoire astronomique d'Ōizumi, situé à Ōizumi, dans la préfecture de Gunma, au Japon, par Takao Kobayashi.

### Caractéristiques orbitales
L'orbite de cet astéroïde est caractérisée par un demi-grand axe de 2,19 UA, un périhélie de 1,58 UA, une excentricité de 0,28 et une inclinaison de 4,16° par rapport à l'écliptique. Du fait de ces caractéristiques, à savoir un demi-grand axe inférieur à 3,2 UA et un périhélie compris entre 1,3 et 1,666 UA, il croise l'orbite de Mars et est classé, selon la JPL Small-Body Database, comme astéroïde aréocroiseur (aréo venant de Arès).

### Caractéristiques physiques
(12009) 1996 UE a une magnitude absolue (H) de 15,1 et un albédo estimé à 0,096.